# Mario Camis
Mario Camis (Venezia, 31 maggio 1878 – Bologna, 28 agosto 1946) è stato un fisiologo e presbitero italiano.
Nato in una famiglia di religione ebraica, convertito al cattolicesimo in giovane età, dopo essere stato allontanato dall'università a causa delle leggi razziali fasciste, fece parte dei terziari francescani prima e dei domenicani poi.

## Biografia
Mario Camis fu un illustre neurofisiologo. Dopo la laurea in medicina, conseguita all'Università di Roma nel 1902, nel 1905 entrò all'Istituto di Fisiologia dell'Università di Pisa dove fu allievo di Vittorio Aducco. Camis ebbe altri maestri illustri, tra cui Pietro Albertoni, Luigi Luciani, Amedeo Herlitzka, Friedrich Kiesow, John Newport Langley, e soprattutto Charles Scott Sherrington, Premio Nobel per la medicina nel 1932.
Camis si dedicò alla neurofisiologia in seguito all'incontro con Sherrington, da cui si era recato per studiare gli effetti degli elettroliti sulla curva di dissociazione dell'emoglobina. Indirizzò dapprima le sue ricerche al sistema vestibolare. Nel 1908 si recò a Cambridge  avviando una proficua collaborazione con Joseph Barcroft nello studio del legame tra emoglobina e ossigeno. Nel 1909 si trasferì a Liverpool, dove, sotto la guida di Sherrington,  scoprì il fenomeno dell'occlusione nel riflesso spinale, e cioè che la stimolazione massimale contemporanea di due radici nervose determina una contrazione muscolare minore di quella prevista se si sommano le intensità delle contrazioni ottenibili singolarmente; Camis spiegò il fenomeno con la convergenza su motoneuroni in comune.
Nel 1913 ottiene la direzione dell'Istituto di Fisiologia della Facoltà di Agraria e medicina veterinaria de La Plata, in Argentina, dove rimase fino alla prima guerra mondiale. Tornato in Italia, divenne professore ordinario di Fisiologia generale dapprima a Bari (1925) e successivamente all'Università di Parma, dove ebbe fra i suoi allievi Giuseppe Moruzzi e fu magnifico rettore.
Nel 1935, l'accademico Alberto de' Stefani caldeggiò all'Accademia d'Italia l'invito di Camis al quinto convegno Volta, definendolo «fisiologo, rettore dell'Università di Parma, fascista dalla nascita, combattente dall'uso della ragione, il cui patriottismo e fascismo e spirito di nazionalità e romanità potrà essere eguagliato, ma non superato».
Nel 1936 ottenne infine la cattedra all'Università di Bologna. La sua carriera di docente e di ricercatore venne interrotta dalle leggi razziali fasciste: nato in una famiglia di religione ebraica, Camis nel 1938 venne radiato dai ranghi accademici e dall'Accademia Nazionale dei Lincei. In gioventù si era convertito al cattolicesimo ed era diventato un cattolico molto devoto (era terziario francescano). Nel 1938 entrò nell'ordine domenicano e, col nome di padre Alberto, partì nel 1939 in missione per le Filippine dove si dedicò alla medicina e all'insegnamento. Nel 1940 fu ordinato sacerdote. Terminata la guerra, nel 1945 Camis fu reintegrato all'Accademia Nazionale dei Lincei; tuttavia il 4 gennaio 1946 la commissione di epurazione, presieduta da Benedetto Croce e da Vincenzo Rivera, lo dichiarò decaduto assieme ad altri due grandi scienziati israeliti, i fisiologi Tullio Terni e Carlo Foà, con l'accusa di filofascismo. L'accusa era stata motivata dal fatto che, immediatamente dopo l'espulsione dall'università a causa delle leggi razziali, Camis aveva chiesto ospitalità al suo collega Raffaele Paolucci, il quale era anche vicepresidente della Camera dei fasci e delle corporazioni.

## Opere
- Il meccanismo delle emozioni : storia, critica, esperimenti, Torino : Bocca, 1919
- La fisiologia dell'apparato vestibolare, Bologna : Zanichelli, 1928
- Metabolismo basale ed alimentazione in Somalia : primo contributo alla fisiologia tropicale in Africa orientale,  Roma : Reale accademia d'Italia, 1936